# با من برقص (ترانه وان دایرکشن)
«با من برقص» (انگلیسی: Rock Me) ترانه‌ای از گروه انگلیسی-ایرلندی وان دایرکشن برای دومین آلبوم استودیویی آن‌ها مرا به خانه ببر (۲۰۱۲) است، که توسط سایکو رکوردز منتشر شد. 